# (1864) Daedalus
(1864) Daedalus ist ein Asteroid aus der Gruppe der Apollo-Asteroiden.
Daedalus wurde am 24. März 1971 von Tom Gehrels am Mount Palomar entdeckt.
Benannt ist der Asteroid nach dem legendären griechischen Erfinder Daidalos.